# Beacon Hill Park
Beacon Hill är en kulle och en park i Victoria i British Columbia, Kanada.